# Schroefpiket

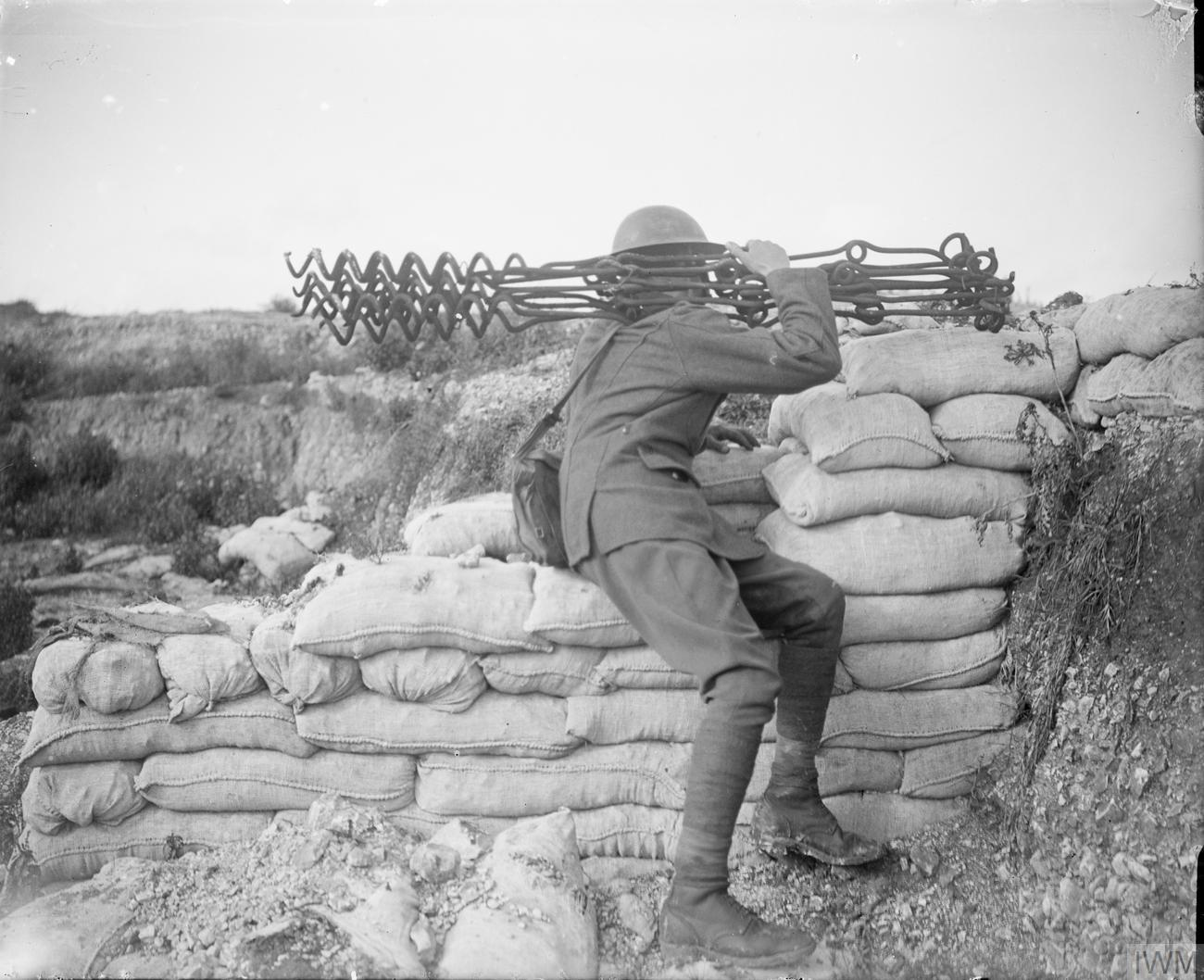
Een Britse soldaat in de Eerste Wereldoorlog met schroefpiketten

Een schroefpiket is een type metalen paal om prikkeldraad aan te bevestigen. Hij wordt gebruikt in prikkeldraadversperringen, met name voor militaire toepassingen.
De schroefpiket wordt gemaakt uit staaldraad van 1,5 tot 2 centimeter dik. De onderzijde van de schroefpiket heeft de vorm van een kurkentrekker, waarmee hij ongeveer een halve meter diep in de grond gedraaid kan worden. De bovenzijde van de schroefpiket blijft ongeveer een meter boven de grond uitsteken. Aan de bovenzijde bevinden zich doorgaans meerdere ogen of haken om prikkeldraad aan te bevestigen.
De schroefpiket is goedkoop en eenvoudig te produceren, is snel en tamelijk geruisloos aan te brengen, en is sterk en goed bestand tegen beschietingen.